# Claas Matador Gigant
Der Matador Gigant, ursprünglich nur als Matador bezeichnet, ist ein selbstfahrender Mähdrescher des Landmaschinenherstellers Claas aus Harsewinkel. Der Matador Gigant ist der größere Mähdrescher der Matador-Reihe; sein kleineres Pendant Matador Standard kam nachträglich auf den Markt. Von 1961 bis 1969 wurden rund 35.000 Matador Gigant und Standard gebaut.

## Konzeption und Produktion
Der Matador löste den ab 1953 gebauten bis dahin größten Mähdrescher von Claas, den Selbstfahrer, ab und war für Großbetriebe und Lohnunternehmer mit Ackerflächen ab 40 ha konzipiert. Seine Dreschleistung beträgt im Durchschnitt 3,3 t/h, in einer Stunde können bei einer Fahrgeschwindigkeit zwischen 2 und 4,5 km/h 0,5–1,1 ha Fläche abgeerntet werden. Der Kraftstoffverbrauch ist im Mittel mit 9,6 l/h angegeben; der Tank hat ein Volumen von 150 l. 1963 betrug der Neupreis für einen Matador Gigant 34.130 DM. Die meisten Matador Gigant wurden exportiert.
Für die Aufnahme der Serienfertigung des Matador Gigant wurde die Fertigungsstraße in Harsewinkel umgebaut, Die Mähdrescher wurden nun quer zur Fahrtrichtung über das Montageband gezogen, damit bei Bedarf Transportfahrzeuge das Band überqueren konnten. Am Ende gab es einen Prüfstand mit drei Prüfstationen. Die kleineren Mähdrescher wurden auf einem separaten Montageband produziert.

## Technik
Zur entsprechenden Bebilderung Siehe Details weiter unten.

### Schneidwerk
Der Matador Gigant wurde standardmäßig mit einem gefederten Dreimeterschneidwerk geliefert, das eine hydraulische Schnitthöhenverstellung, automatische Anpassung an Bodenunebenheiten und 20 Ährheber hat. Die Halmteiler sind dreiteilig und verstellbar. Die Haspel in Pick-Up-Bauart hat Federzinken und ist ebenfalls hydraulisch höhenverstellbar; die Rotationsgeschwindigkeit lässt sich stufenlos einstellen. Eine Rutschkupplung soll Beschädigungen des Dreschwerkes verhindern. Davon unabhängig gibt es eine manuell zu betätigende Notabschaltung, die das Schneidwerk stoppt.

### Dreschwerk
An der 1250 mm breiten Dreschtrommel mit 450 mm Durchmesser sind sechs Schlagleisten angebaut; die Geschwindigkeit lässt sich stufenlos hydraulisch zwischen 650 und 1400 min−1 verstellen. Im Dreschkorb sind zehn Korbleisten eingebaut, die bei eingeschalteter Entgrannung um drei Korbleisten verlängert werden. Unter dem Dreschkorb können indes weitere Entgrannerbleche angebracht werden. Der Abstand zwischen Dreschtrommel- und Korb kann mittels Momentverstellung stufenlos variiert werden. In der Standardeinstellung beträgt der Abstand zwischen Dreschtrommel- und Korb am Eingang 13 mm, am Ausgang 3 mm. Darüber hinaus ist mittels Einstellschrauben auch eine Feineinstellung des Dreschkorbs möglich.

### Restkornabscheidung
Das Langstroh wird der Restkornabscheidung von einer Wendetrommel zugeführt, hinter der ein Spritztuch angebracht ist, um herumfliegende Körner vor den Schüttlern abzufangen und den Sieben zuzuführen. Vier Hordenschüttler mit einer Fläche von 4,5 m2, gelagert auf zwei Kurbelwellen arbeiten im Matador Gigant. Die Schüttler sind mit Rücklauftaschen versehen, die nach vorn geöffnet sind, damit das Korn in Richtung des Vorbereitungsbodens in der Mitte des Mähdreschers fällt.

### Reinigung
Der Vorbereitungsboden ist treppenförmig ausgebildet und auf Kurbelwellen gelagert, sodass er mit Schüttelbewegungen das Dreschgut in Richtung des Lammellensiebes fördert. Ein Drahtrechen sorgt für die erste Stufe der Abscheidung. Das Korn fällt auf das dahinterliegende und einstellbare Lamellensieb, das von einem zweistufig einstellbaren Druckwindgebläse von der Unterseite schräg angeblasen wird, damit die Spreu hinten aus dem Matador hinausfällt. Das Lamellensieb ist ebenfalls auf Kurbelwellen gelagert und fördert die Kornbestandteile so lange in Richtung Mähdrescherheck, bis sie entweder hindurchfallen oder am Ende von Nasensieben aufgefangen werden. Von den Nasensieben gelangen unfertig ausgedroschene Bestandteile des Dreschgutes über den Überkehrrücklaufboden in die Überkehr und von dort zurück in die Dreschtrommel. Unter dem Lamellensieb sind je nach Getreidesorte auswechsel- und einstellbare Untersiebe mit Holzrahmen, die den letzten Schritt der Reinigung übernehmen. Von dort gelangt das Korn über den Kornrücklaufboden in die Mulde des Kornelevators, der es zum Dach des Dreschers fördert. Die Gesamtsiebfläche beträgt 3,15 m2.

### Kornabtankung
Der Matador Gigant hat hinter dem Fahrerstand auf dem Dach einen Korntank mit einem Fassungsvermögen von 21,55 hl. Eine Verteilerschnecke sorgt für eine gleichmäßige Verteilung des Korns im Tank. Die Abtankung über die als Sonderwunsch angebotene Pipe kann während der Fahrt erfolgen.
Alternativ zum Korntank wurde ein konventioneller Absackstand mit Sortierzylinder angeboten. Dieser sortiert das Korn nach drei Güteklassen: Bruchkorn, Gutes Korn und Grobteile. Von dort wird das Korn abgesackt und über die Sackrutsche in einen Anhänger übergeladen. Die Absackung erfordert  einen zweiten Bediener für den Mähdrescher.

### Antrieb
Der Motor ist auf dem Dach des Dreschers hinter dem Korntank oder dem Sortierzylinder aufgebaut. Alle Bestandteile des Dreschers werden unabhängig voneinander durch den Motor angetrieben. Standardmäßig hat der Matador Gigant einen wassergekühlten Sechszylinder-Dieselmotor, entweder Typ Perkins 6.354 mit 5801 cm3 Hubraum oder Ford 590 E mit 5415 cm3 Hubraum. Beide Motoren leisten 87 PS (64 kW). Es sind auch nicht von Claas angegebene, jedoch eingebaute Motoren anderer Typen für den Matador bekannt.
Für den Fahrantrieb hat der Matador Gigant ein manuell zu schaltendes Dreiganggetriebe und einen hydraulisch einstellbaren Keilriemenvariator; der Fahrbereich liegt zwischen 1,9 und 19,85 km/h, im Rückwärtsgang sind 3,3 bis 7,9 km/h möglich. Die Lenkung ist eine hydraulische Servolenkung.

### Auf Wunsch lieferbares Zubehör
Ab Werk war ein Aufsatz für den Korntank lieferbar, der damit bis zu 26,9 hl Getreide fassen kann. Das standardmäßig mit einer Schnittbreite von drei Metern gelieferte Schneidwerk war auch in 2,6 m, 3,6 m, 4,2 m, und 6 m erhältlich, für Schwadendrusch konnte außerdem ein Pickup geliefert werden und für Mais gab es einen dreireihigen Maispflücker. Zusätzliche Vorrichtungen waren ein Strohhäcksler und eine Strohpresse sowie ein Abtankrohr. Darüber hinaus gab es einen Schneidwerkswagen für alle Schneidwerke ab 3 m Breite. Für den Drusch von Sonderfrüchten waren entsprechende Sonderdruscheinrichtungen wie spezielle Dreschkörbe und Korbeinlegeleisten lieferbar.

## Fruchtsorten
Der Matador Gigant kann mit entsprechender Einstellung für die Ernte folgender Fruchtsorten verwendet werden:
- Hafer
- Roggen
- Weizen
- Wintergerste
- Sommergerste
- Bohnen
- Erbsen
- Gras
- Klee
- Lein
- Mais
- Raps
- Reis
- Rüben

## Details des Claas Matador Gigant

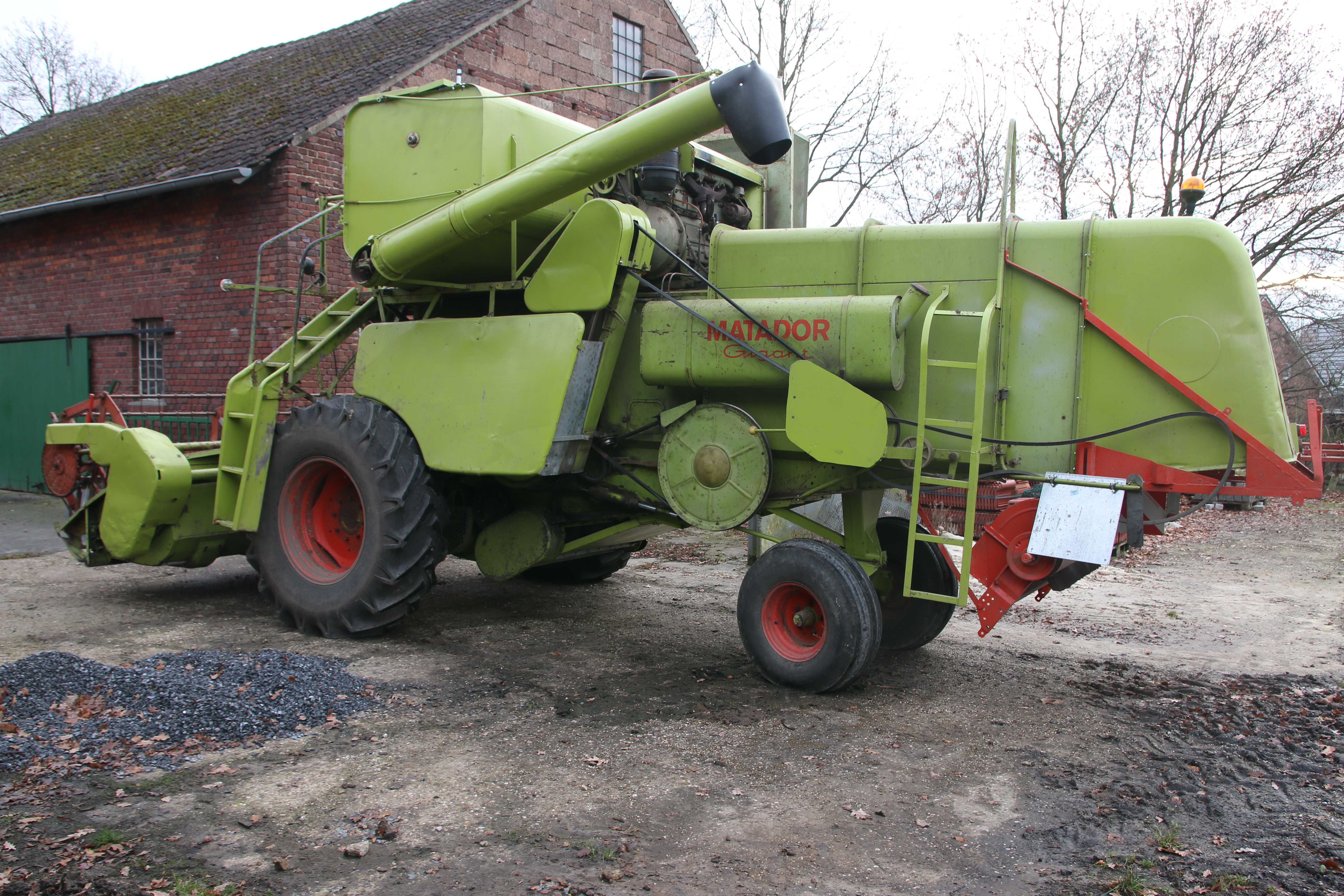
Seitenansicht
- Schneidwerk, 3 m Arbeitsbreite, Halmteiler demontiert
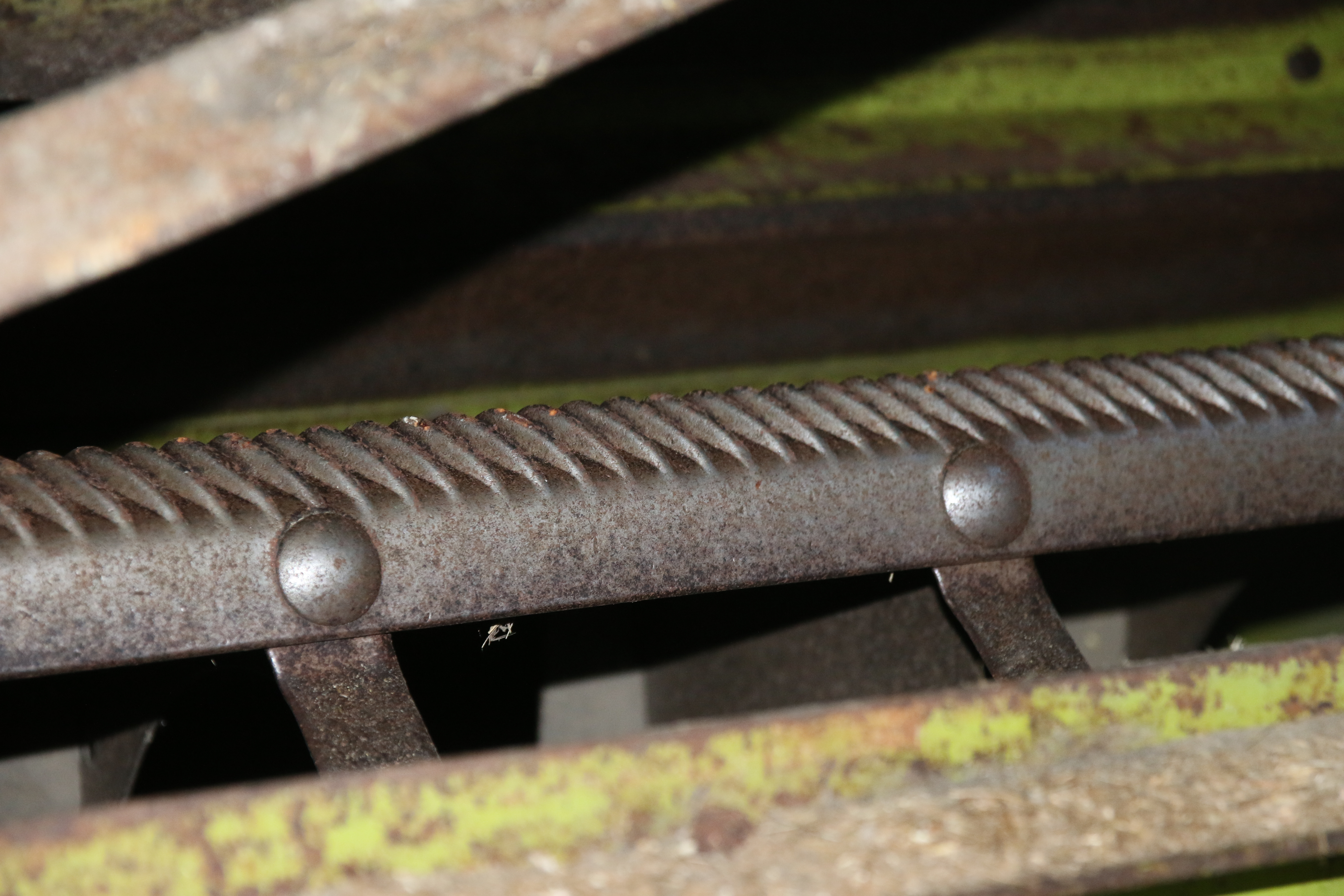
Eine Schlagleiste der Dreschtrommel
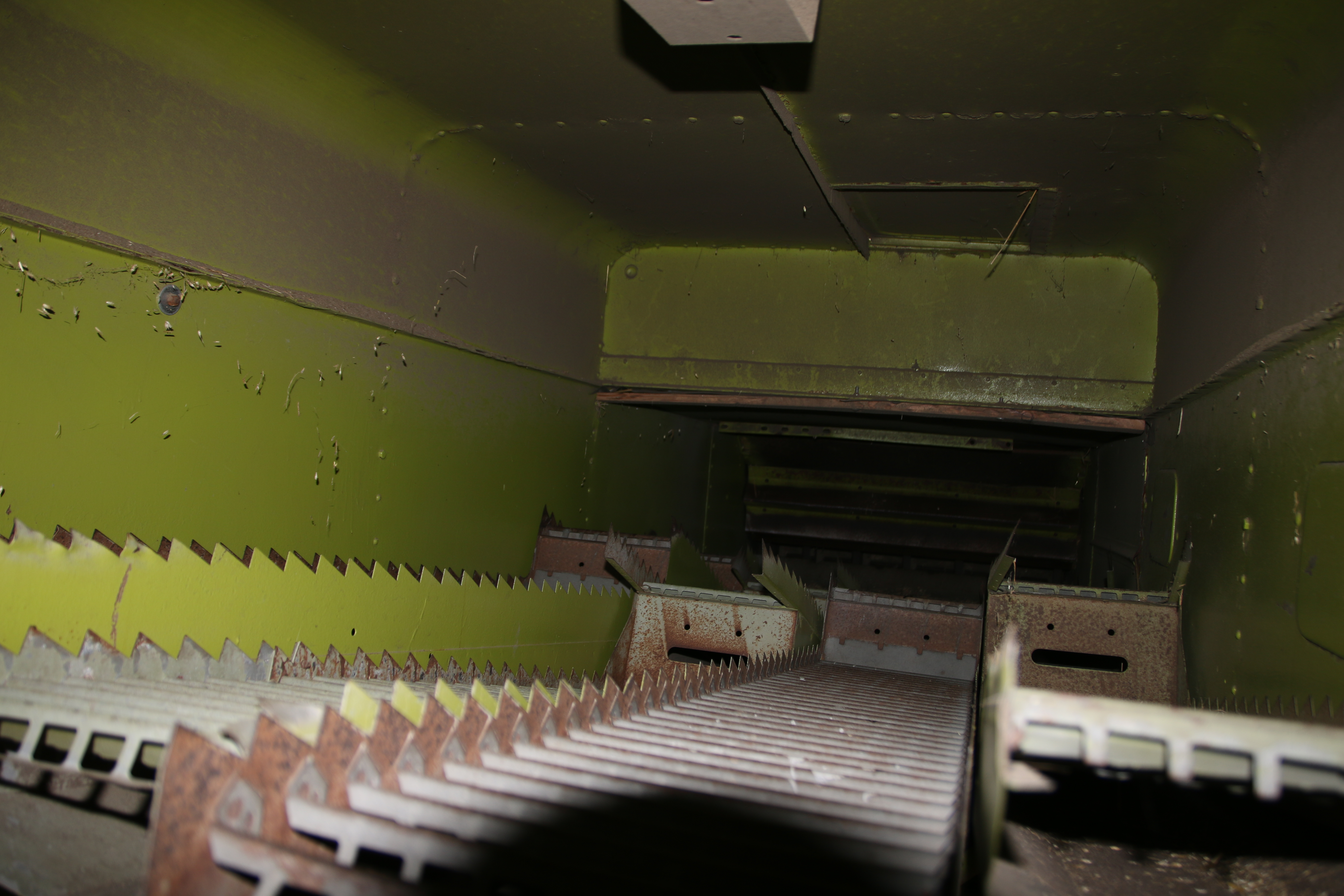
Schüttler von hinten aus gesehen
- Schüttler in Aktion
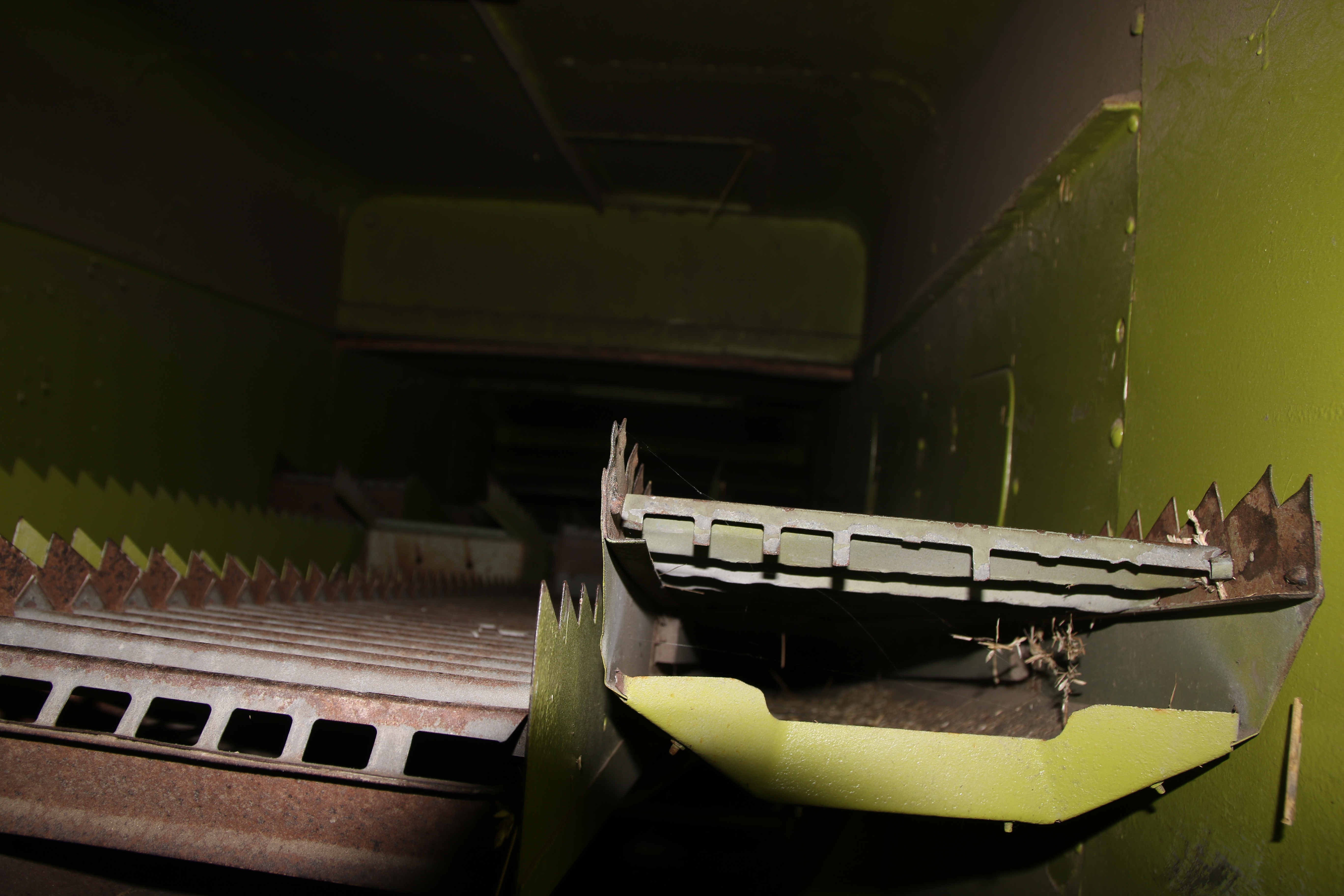
Schüttlerrücklauftasche
- Kurbelwelle der Schüttler. Die Schüttler sind ausgebaut. Im Hintergrund arbeitet unten das Gebläse, oben ist die rotierende Dreschtrommel sichtbar.
- Siebe in Aktion, unterhalb der Schüttler
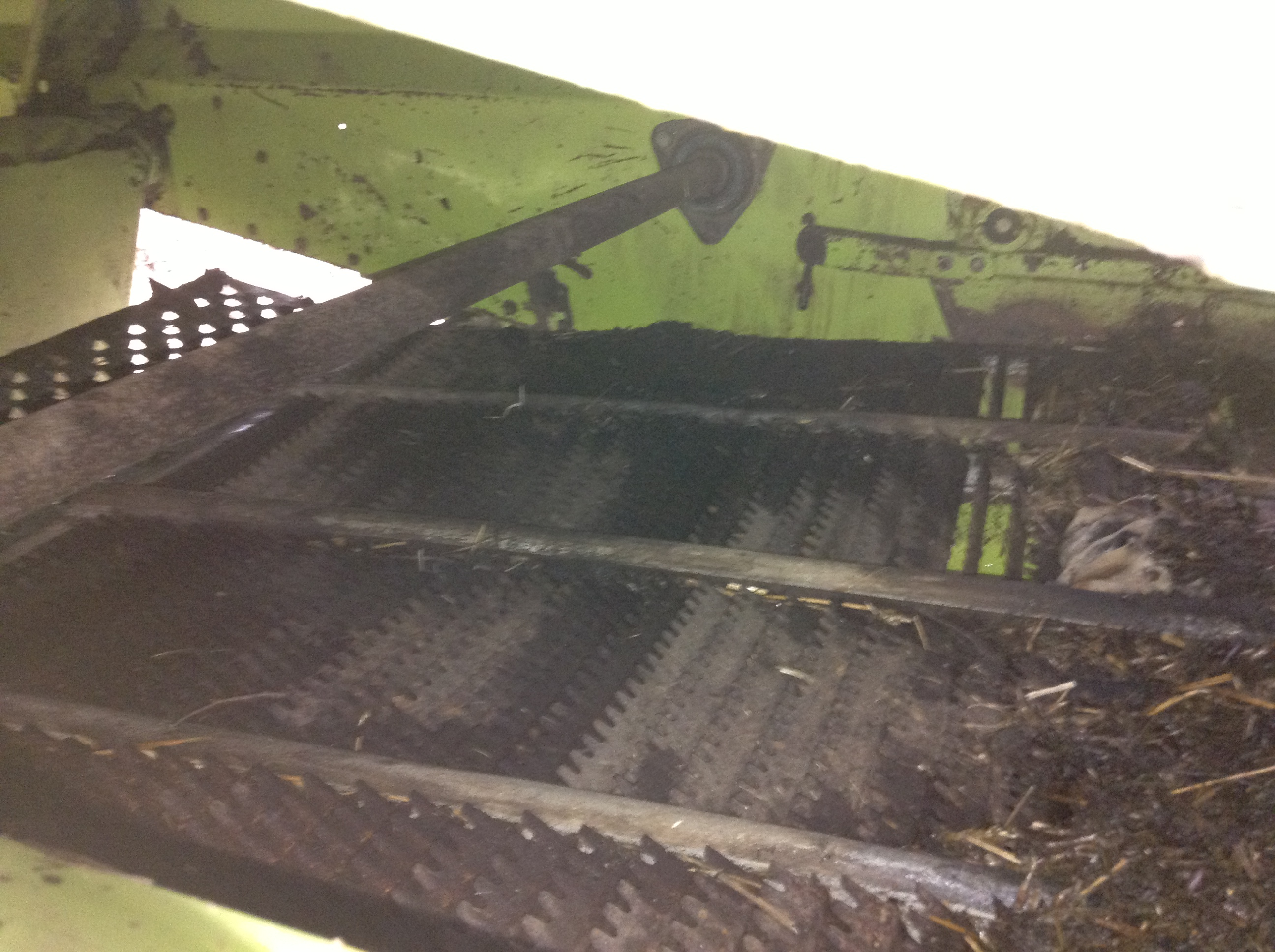
Lamellensiebe von oben, Nasensiebe am linken Bildrand erkennbar
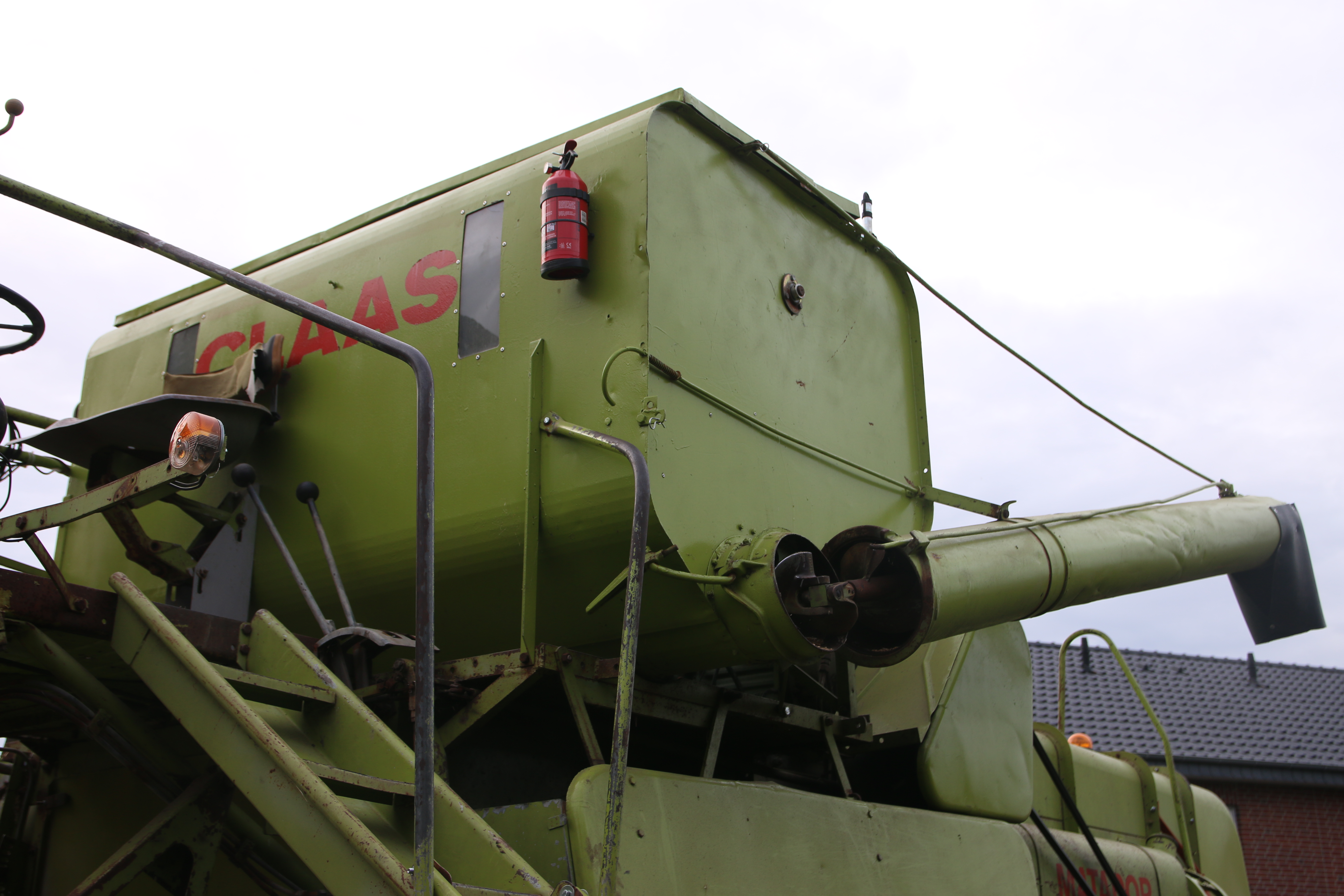
Korntank mit 21,55 hl Fassungsvermögen
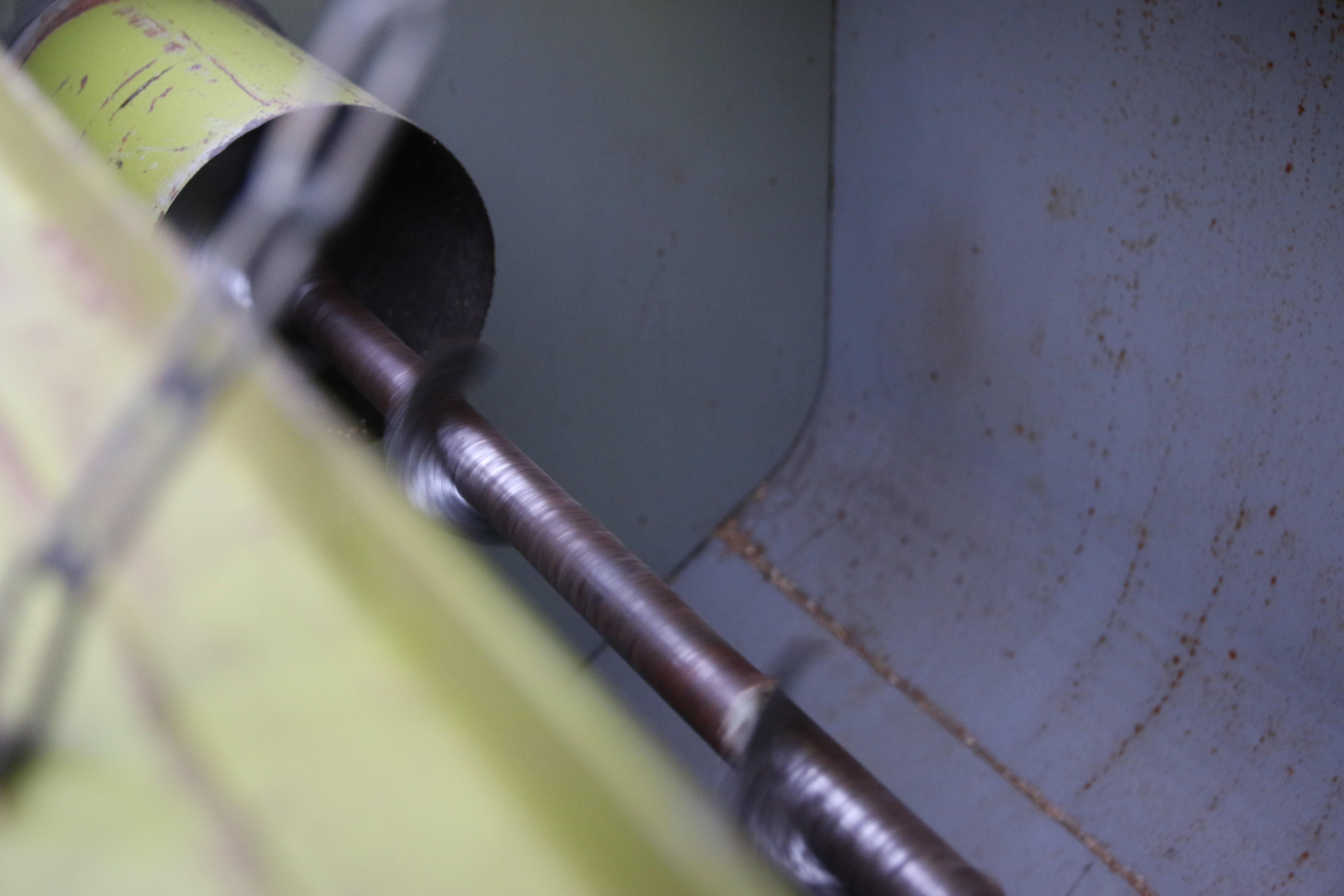
Korntankschnecke
- Dieselmotor Typ Perkins 6.354
- Keilriemenvariator für den Fahrantrieb
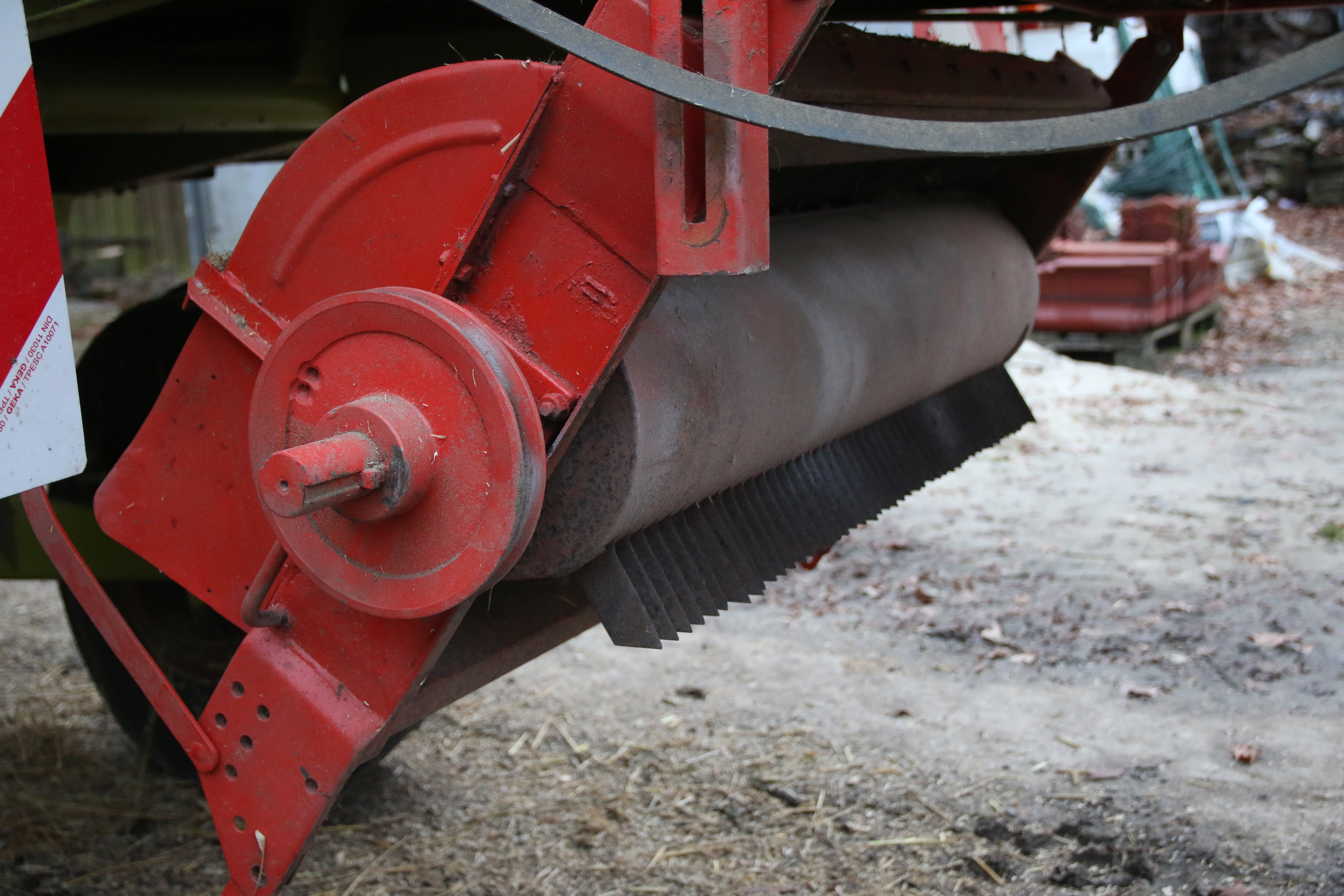
Auf Wunsch lieferbarer Strohhäcksler
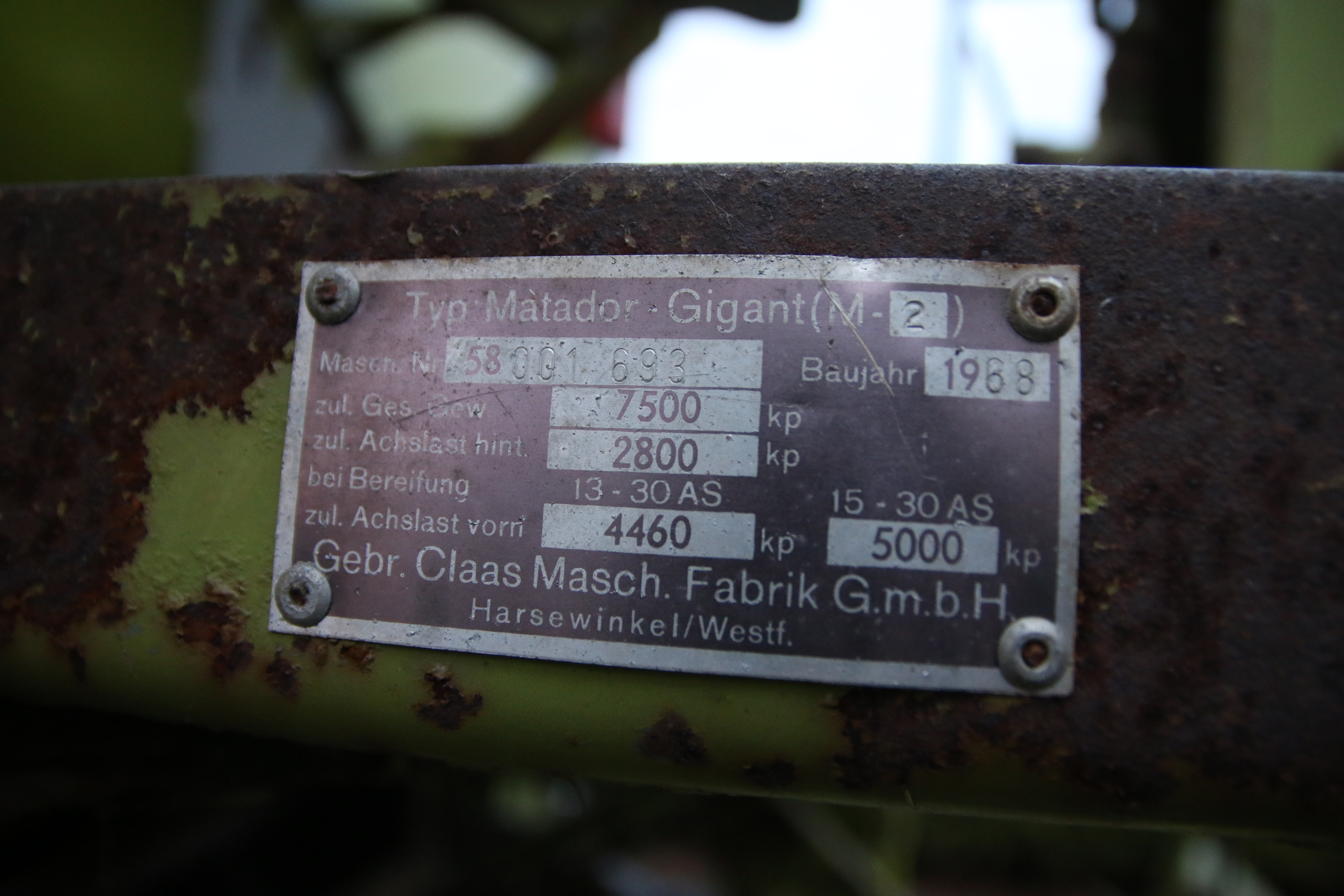
Typenschild (Masseangaben fälschlicherweise als Kraftangaben in Kilopond)